# MORE (ゲームブランド)
MORE（モア）は、宮城県仙台市に所在していた株式会社モアデジタルエンタテインメントのアダルトゲームブランドである。本項では、pure more（ピュアモア）、Chelseasoft（チェルシーソフト）、DOLCE（ドルチェ）についても解説する。現在はいずれも活動休止中。2024年現在、企業のホームページも閉鎖されている。

## 概要
2013年に活動開始。保有ブランドに、エロに特化したシナリオと表現を用いた「pure more」や「Chelseasoft」がある。また、各ブランドで使用される楽曲をリリース、制作する音楽レーベル「MORE MUSIC ENTERTAINMENT」を所有している。
2015年、モアの第一線として活動してきたブランド「MORE」は、『この恋、青春により。』を最後の作品とし、「Chelseasoft」へと移行する。その後、2016年10月19日、「MORE」の後継ブランドとして「NIKO」を開設。各ブランドの方針が曖昧な中、シナリオに特化したブランドとして設立された。
2018年12月27日、「MORE MUSIC ENTERTAINMENT」は所属歌手全員の契約満了に伴い活動休止した。
2020年、ホームページで活動休止を発表。

## 作品一覧

### MORE
- 2013年3月29日 - 祝祭の歌姫 -君と紡ぐ明日への歌-
- 2013年12月20日 - あやめの町とお姫様
- 2014年12月26日 - ヒマワリと恋の記憶
- 2016年4月28日 - この恋、青春により。

### pure more
- 2014年9月26日 - 契約彼女 ～新米彼女と彼女と始める、とってもHでPureな恋愛レッスン～
- 2015年5月29日 - 少女アクティビティ
- 2016年7月29日 - 少女マイノリティ -慰めの愛-
- 2018年3月23日 - 少女グラフィティ
- 2018年9月28日 - Kiss＆Crisis

### Chelseasoft
- 2015年12月18日 - ソラコイ
- 2016年12月22日 - 恋は夢見る妄烈ガール！
- 2017年12月22日 - Suite Life

### MONAKO
- 2016年9月30日 - ご主人様、メイド服を脱がさないで。
- 2017年9月29日 - キミに迫るオトメのレッスン
- 2018年4月27日 - ゴッドシスターズ
- 2018年12月21日 - 下々の生活を嗜むための集い ～無知で高貴なお嬢様は庶民の性活に興味津々～

### DOLCE
- 2017年5月26日 - カサブランカの蕾
- 2018年6月29日 - シャムロックの花言葉

### NIKO
- 2017年7月28日 - ゴールデンアワー
- 2019年2月28日 - スワローテイル -あの日、青を超えて-

### kate
- 2018年7月27日 - 恋はもふもふ！ラブミーテディー
- 2018年11月30日 - ココロが繋ぐ恋標

## アプリ
- 2015年9月下旬 - じょしつく！〜女子校をつくろう！〜[5]（iOS/Android対応アプリ）

## 電子書籍
- 2015年7月23日 ヒマワリと恋の記憶　茜サイドストーリー　Episode1 [Kindle版][6]

## デザイン参加作品
- 「一二三書房xガスト」桜ノ杜ぶんこ「ゆーきちゃん、トナリのセカイはホントにアルノかにゃ？ゆきねライフロギング！①」：表紙イラスト・挿絵
- 一二三書房出版 桜ノ杜ぶんこ「ひとつ飛ばし恋愛 〜りさ地獄変〜」：挿絵

## スタッフ
- 代表・音楽作家：北澤伸一郎
- 音楽作家：東条サダヲ
- 原画：南浜よりこ
- 背景美術：チャーリー小林

MORE MUSIC ENTERTAINMENT 所属歌手
2018年12月27日をもって活動休止
脱退した歌手
- 夢乃ゆき（2014年5月～2017年10月）[7][8]
- hana （2016年11月～2018年12月）
- 桐谷モコ （2017年2月～2018年12月）
- 新時あさ美（2017年2月～2018年12月）[9]
- 桜真希（2018年4月～2018年12月）[10]
- 咲宝